# Kaló Choráfi
Kaló Choráfi, en grec moderne : Καλό Χωράφι, est un village du dème de Mylopótamos, en Crète, en Grèce. Selon le recensement de 2011, la population de Kaló Choráfi compte 32 habitants. Il est situé à une distance de 37 km de Réthymnon.